# 데본 렉스
데본 렉스(Devon Rex)는 영국 고양이의 한 품종이다. 날씬한 몸매, 물결 모양의 털 그리고 큰 귀가 특징이다.

## 역사
첫 번째 데본 렉스는 1959년 영국 데번주의 버크패스트레이에서 베릴 콕스에 의해 발견되었다. 이 종은 처음에는 코니시 렉스와 연관이 있는 것으로 생각되었지만, 시험 짝짓기는 다르게 증명되었다.
데본 렉스는 코니시 렉스와 비슷한 곱슬곱슬하고 매우 부드러운 짧은 털을 가진 고양이의 품종이다. 그들은 종종 털의 종류 때문에 가장 저알레르기 고양이로 여겨진다. 최초의 데본 렉스는 1959년에 영국 데번주 버크파슬리에 있는 베릴 콕스에 의해 발견되었다. 품종은 초기에 코니시 렉스와 연계된 것으로 생각되었으나 테스트 짝짓기는 다르게 증명되었다. 1979년이 되면서 결국 고양이 팬 시어스 협회(CFA)에 의해 "데본 렉스"로 인정되었다.

## 같이 보기
- 코니시 렉스
- 저먼 렉스
- 라펌
- 셀커크 렉스
- 스핑크스 (고양이)